# Partido Socialista Independiente (Luxemburgo)
El Partido Socialista Independiente (en luxemburgués: Parti socialiste indépendant), también conocida como Lista Socialista Independiente de Jean Gremling, fue un partido político de Luxemburgo en las décadas de 1970 y 1980.

## Historia
El partido fue formado para disputar las elecciones de 1979 por Jean Gremling. Con una campaña que acusó al Partido Socialista de los Trabajadores de Luxemburgo de comprometer el socialismo, logró ganar un solo escaño, ocupado por Gremling.
Sin embargo, el partido perdió su escaño en las elecciones de 1984, y posteriormente desapareció.

## Resultados electorales

### Elecciones generales
| Año  | Votos  | %         | Escaños | +/– |
| ---- | ------ | --------- | ------- | --- |
| 1979 | 66,909 | 2.20 (#7) | 1/59    |     |
| 1984 | 81,002 | 2,46 (#6) | 0/64    | 1   |